# Vajazzle

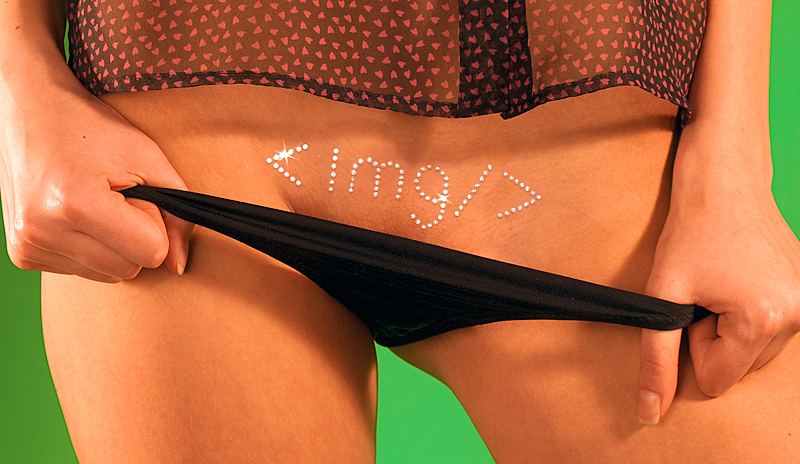
Un vajazzle con forma de etiqueta HTML.

Un vajazzle (o vagazzle) es una forma de decoración genital, formada por la aplicación de adornos de cristal en el Monte de Venus afeitado de una mujer. El proceso se conoce como vajazzling, una mezcla de palabras entre «vagina» y «bedazzle». El fenómeno fue popularizado por la actriz Jennifer Love Hewitt, quien dedicó un capítulo en su libro The Day I Shot Cupid al vajazzling. Durante una entrevista promocional en Lopez Tonight en 2010, alentó a las mujeres de su audiencia a "vajazzlinar sus vajayjays", haciento esto que vajazzle se convirtiese en la palabra más buscada en Google al día siguiente.  En el Reino Unido, el concepto se popularizó cuando la esteticista Amy Childs apareció en el programa de televisión The Only Way Is Essex en 2010. En 2011, se creó un sitio de clasificación en Internet para vajazzling llamado Rate My Vajazzle.
El vajazzling puede aumentar el riesgo de infección urinal o genital si no se limpia adecuadamente.
Poco después de su popularización, apareció una variante masculina, el pejazzling.